# Pérols
Pérols [peʁɔl]  (en occitan Peròus [pe.'rɔws]) est une commune française située dans l'est du département de l'Hérault en région Occitanie. Elle fait partie de Montpellier Méditerranée Métropole.
Exposée à un climat méditerranéen, elle est notamment drainée par le canal du Rhône à Sète. La commune possède un patrimoine naturel remarquable : trois sites Natura 2000 (l'« étang de Mauguio », les « étangs palavasiens » et les « étangs palavasiens et étang de l'Estagnol »), deux espaces protégés (les « étangs Palavasiens » et la Petite Camargue) et quatre zones naturelles d'intérêt écologique, faunistique et floristique.
Pérols est une commune urbaine et littorale qui compte 9 541 habitants en 2022, après avoir connu une forte hausse de la population depuis 1962. Elle est dans l'agglomération de Montpellier et fait partie de l'aire d'attraction de Montpellier. Ses habitants sont appelés les Péroliens ou Péroliennes.

## Géographie

### Localisation
La commune de Pérols se situe au sud-est de Montpellier, son vieux village à environ 8,5 kilomètres à vol d'oiseau de l'Écusson. Elle est limitrophe de Lattes du nord à l'ouest, de Mauguio du nord à l'est, de Palavas-les-Flots et Carnon (station balnéaire de la commune de Mauguio) au sud.

### Communes limitrophes
| Lattes            |        | Mauguio |
|                   | Pérols |         |
| Palavas-les-Flots |        |         |

### Hydrographie
Le territoire communal est en plaine baigné par l'étang de l'Or à l'est, l'étang de Pérols à l'ouest, le canal du Rhône à Sète au sud.
Le nord de la commune est traversé par le ruisseau du « Nègue Cats », sujet à débordement lors des crues importantes.[réf. nécessaire]

### Climat
Pour des articles plus généraux, voir Climat de l'Occitanie et Climat de l'Hérault.
En 2010, le climat de la commune est de type climat méditerranéen franc, selon une étude s'appuyant sur une série de données couvrant la période 1971-2000. En 2020, Météo-France publie une typologie des climats de la France métropolitaine dans laquelle la commune est exposée à un climat méditerranéen et est dans la région climatique  Provence, Languedoc-Roussillon, caractérisée par une pluviométrie faible en été, un très bon ensoleillement (2 600 h/an), un été chaud (21,5 °C), un air très sec en été, sec en toutes saisons, des vents forts (fréquence de 40 à 50 % de vents > 5 m/s) et peu de brouillards.
Pour la période 1971-2000, la température annuelle moyenne est de 14,5 °C, avec une amplitude thermique annuelle de 16,6 °C. Le cumul annuel moyen de précipitations est de 630 mm, avec 5,9 jours de précipitations en janvier et 2,4 jours en juillet. Pour la période 1991-2020, la température moyenne annuelle observée sur la station météorologique la plus proche, située sur la commune de Mauguio à 7 km à vol d'oiseau, est de 15,5 °C et le cumul annuel moyen de précipitations est de 639,2 mm,. Pour l'avenir, les paramètres climatiques de la commune estimés pour 2050 selon différents scénarios d’émission de gaz à effet de serre sont consultables sur un site dédié publié par Météo-France en novembre 2022.

### Milieux naturels et biodiversité

#### Espaces protégés
La protection réglementaire est le mode d’intervention le plus fort pour préserver des espaces naturels remarquables et leur biodiversité associée,.
Sont classées comme « zones humides protégées par la convention de Ramsar » :
- 7 583 ha des étangs palavasiens « zone humide Ramsar » concernent sept communes : Frontignan, Lattes, Mireval, Palavas-les-Flots, Pérols, Vic-la-Gardiole et Villeneuve-lès-Maguelone[9] ;
- 41 797 ha de la Petite Camargue « zone humide Ramsar » concernent 16 communes[10],[11].

#### Réseau Natura 2000

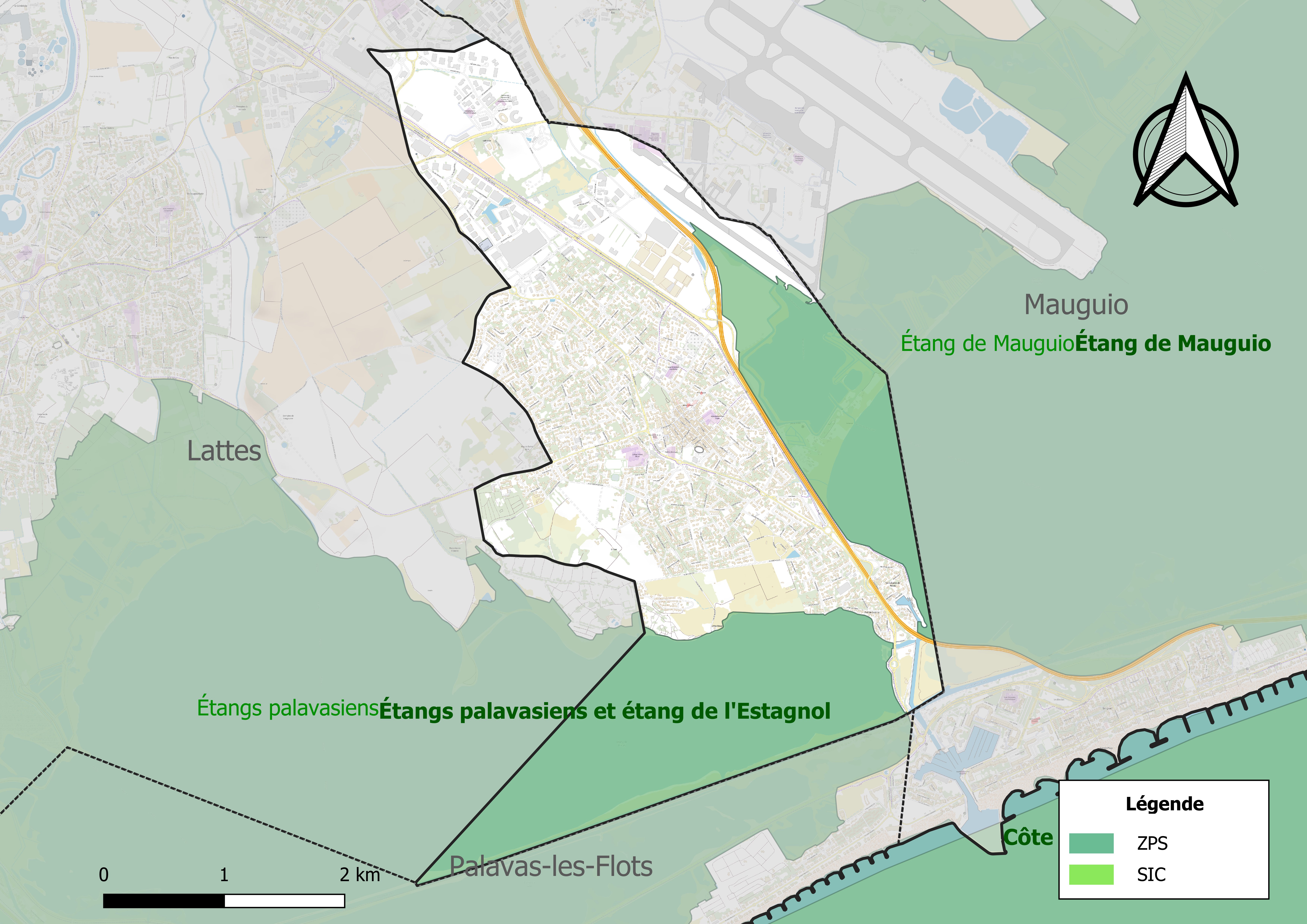
Site Natura 2000 sur le territoire communal.

Le réseau Natura 2000 est un réseau écologique européen de sites naturels d'intérêt écologique élaboré à partir des directives habitats et oiseaux, constitué de zones spéciales de conservation (ZSC) et de zones de protection spéciale (ZPS).
La commune comprend aussi deux sites d'intérêt communautaire (SIC) Natura 2000 dans le cadre de la directive Habitat :
Le SIC des étangs palavasiens, 6 600 ha d'étangs répartis sur plusieurs communes et séparés de la mer par un lido encore vierge d'urbanisation sur un grand linéaire côtier, ce qui permet la coexistence de différents habitats naturels littoraux : systèmes dunaires, laisses de mer et sansouires. Ils sont composés à 60 % de lagunes côtières (habitat prioritaire), 7,1 % de fourrés halophiles méditerranéens et thermo-atlantiques (Sarcocornia fruticosi ou « corail de mer »), 4,9 % de prés-salés méditerranéens (communauté de plantes appelée Juncetalia maritimi), et 16 autres types d'habitat pour le reste.
Leur ouverture sur la mer grâce à des graus permet la migration des poissons. En 2012, seul l'étang du Grec est protégé par un arrêté préfectoral de protection du biotope comprenant les zones humides situées entre la route départementale Carnon-Palavas et les zones urbanisées du littoral. Le périmètre du site intègre ces zones humides en suivant précisément la limite de la zone couverte par l'arrêté de biotope. L'étang de l'Estagnol, classé en réserve naturelle nationale, est protégé des atteintes directes mais son approvisionnement en eau est d'origine incertaine et rend les interventions difficiles.
Le SIC de l'étang de Mauguio (dit aussi « étang de l'Or »), répartit sur 8 communes 7 020 ha d'une lagune en communication avec la mer par un grau qui relie le sud-ouest de l'étang au port de Carnon. Cette zone comprend, outre l'étang, une variété d'habitats naturels. On y trouve des dunes mobiles, et des dunes fixes (le Petit Travers et le Grand Travers) en bon état de conservation mais séparées du système lagunaire par une route littorale ; des milieux saumâtres à hyper-salés sur les rives sud et est, avec des lagunes temporaires, riches en herbiers de Ruppia, et des sansouires sur les bordures des rives nord ; des milieux saumâtres à doux avec les apports d'eau douce sur les rives nord, où se développent des prés salés et des formations boisées (frênes, peupliers blancs), et d'anciens prés de fauche. Les grandes transformations du littoral languedocien ont relativement épargné les rives nord, qui sont encore empreintes de l'occupation traditionnelle des terres (élevage, cultures). Les alentours immédiats de ce site sont très urbanisés (31 communes et 120 000 habitants permanents dans le bassin versant de l'étang), avec une activité touristique très développée. Un des enjeux majeurs est la qualité de l'assainissement des eaux usées domestiques, déterminante pour l'avenir de l'étang. 70 % du site sont classés selon la loi de 1930 ; 11 %, dont une partie de l'étang lui-même, ont été acquis par le conservatoire du littoral ; et le marais de Castillone (1 % de la surface totale du site) est soumis à un arrêté de protection de biotope, d’habitat naturel ou de site d’intérêt géologique.
On retrouve ces deux sites approximativement couverts par deux zones de protection spéciale (ZPS) Natura 2000 dans le cadre de la directive Oiseaux :
La ZPS des étangs palavasiens et étang de l'Estagnol, 6 600 ha répartis sur 8 communes. Sur cette surface, 50 % sont classés selon la loi de 1930 et 1 % inscrit de même, 35 % ont été acquis par le Conservatoire du Littoral, 14 % sont une réserve de chasse et de faune sauvage d'ACCA (association communale de chasse agréée), 2 % sont protégés par un arrêté de protection de biotope, d’habitat naturel ou de site d’intérêt géologique, 1 % est une réserve naturelle nationale (l'étang de l'Estagnol), et 1 % est la propriété du département.
Cette ZPS comprend une série importante de grandes lagunes communiquant encore entre elles (étang de l'Ingril, étang de Vic, étang de Pierre-Blanche, étang de l'Arnel, étang du Prevost, étang du Grec, étang du Méjean, étang de Pérols), imbriquées entre terre et mer. On y trouve des anciens marais salants non exploités, générateurs d'une grande diversité d'habitats à forte valeur patrimoniale.
L'étang de l'Estagnol est situé dans une ancienne doline d'alluvions récentes dans les calcaires de la Gardiole, au sud-ouest de Montpellier. L'alimentation en eau se fait par la nappe phréatique d'eau douce de la plaine de Mireval, par les alimentations karstiques des reliefs avoisinants, et par la résurgence d'une perte de la Mosson. En conséquence, son eau est moins saumâtre que celle des autres étangs palavasiens.
Les lagunes attirent une avifaune à la fois abondante et variée qu'elle soit nicheuse, hivernante ou migratrice. Des espèces rares viennent s'y reposer, comme la sterne naine, le gravelot à collier interrompu et la talève sultane. Les flamants roses y sont nombreux. Une dizaine d'espèces de l'annexe I se reproduisent à l'étang de l'Estagnol : busard des roseaux, blongios nain, héron pourpré, sterne pierregarin, parfois le butor étoilé… Il est une zone d'hivernage ou d'étape pour de nombreux migrateurs : anatidés, foulques, guifettes, sterne pierregarin.
La ZPS de l'étang de Mauguio, qui fait également 7 020 ha de surface (comme la SIC correspondante) et concerne toutes les communes de ce SIC mais y ajoute Lunel. Les oiseaux plus particulièrement visés par cette zone sont l'outarde canepetière dont une population se trouve vers la basse vallée du Vidourle et le site voisin de la Petite Camargue laguno-marine ; des cigognes blanches se sont ré-installées depuis peu en périphérie de l'étang ; le butor étoilé est dans la grande roselière.

#### Zones naturelles d'intérêt écologique, faunistique et floristique
L’inventaire des zones naturelles d'intérêt écologique, faunistique et floristique (ZNIEFF) a pour objectif de réaliser une couverture des zones les plus intéressantes sur le plan écologique, essentiellement dans la perspective d’améliorer la connaissance du patrimoine naturel national et de fournir aux différents décideurs un outil d’aide à la prise en compte de l’environnement dans l’aménagement du territoire. Quatre ZNIEFF ont été définies sur la commune.
- la ZNIEFF du complexe paludo-laguno-dunaire des étangs montpelliérains, 14 344 ha de cladiaies riveraines (habitat déterminant) répartis entre 14 communes[19],[20] ;
- la ZNIEFF de l'étang du Méjean-Pérols, 730 ha de terrains en friche et terrains vagues (habitat déterminant) répartis entre Lattes, Palavas-les-Flots et Pérols[21] ;
- la ZNIEFF de l'étang de l'Or, 3 378 ha de terrains en friche et terrains vagues (habitat déterminant) répartis entre Aigues-Mortes, Lansargues, Marsillargues, Mauguio, Pérols et La Grande-Motte[22] ;
- la ZNIEFF de l'aéroport de Montpellier-Fréjorgues, 161 ha de terrains en friche et terrains vagues (habitat déterminant) répartis entre Mauguio et Pérols[23].

Carte des ZNIEFF de type 1 et 2 à Pérols.
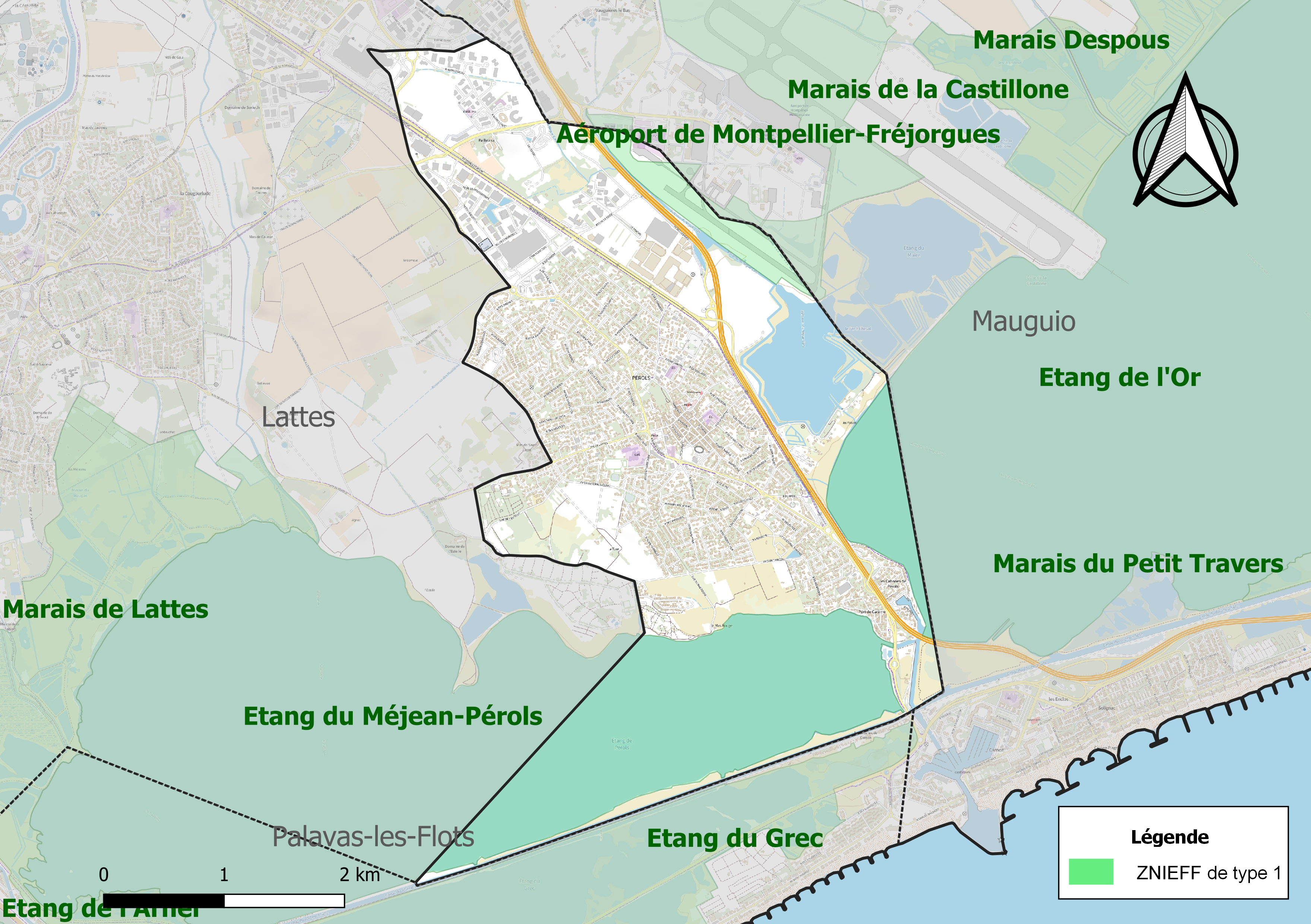
Carte des ZNIEFF de type 1 sur la commune.
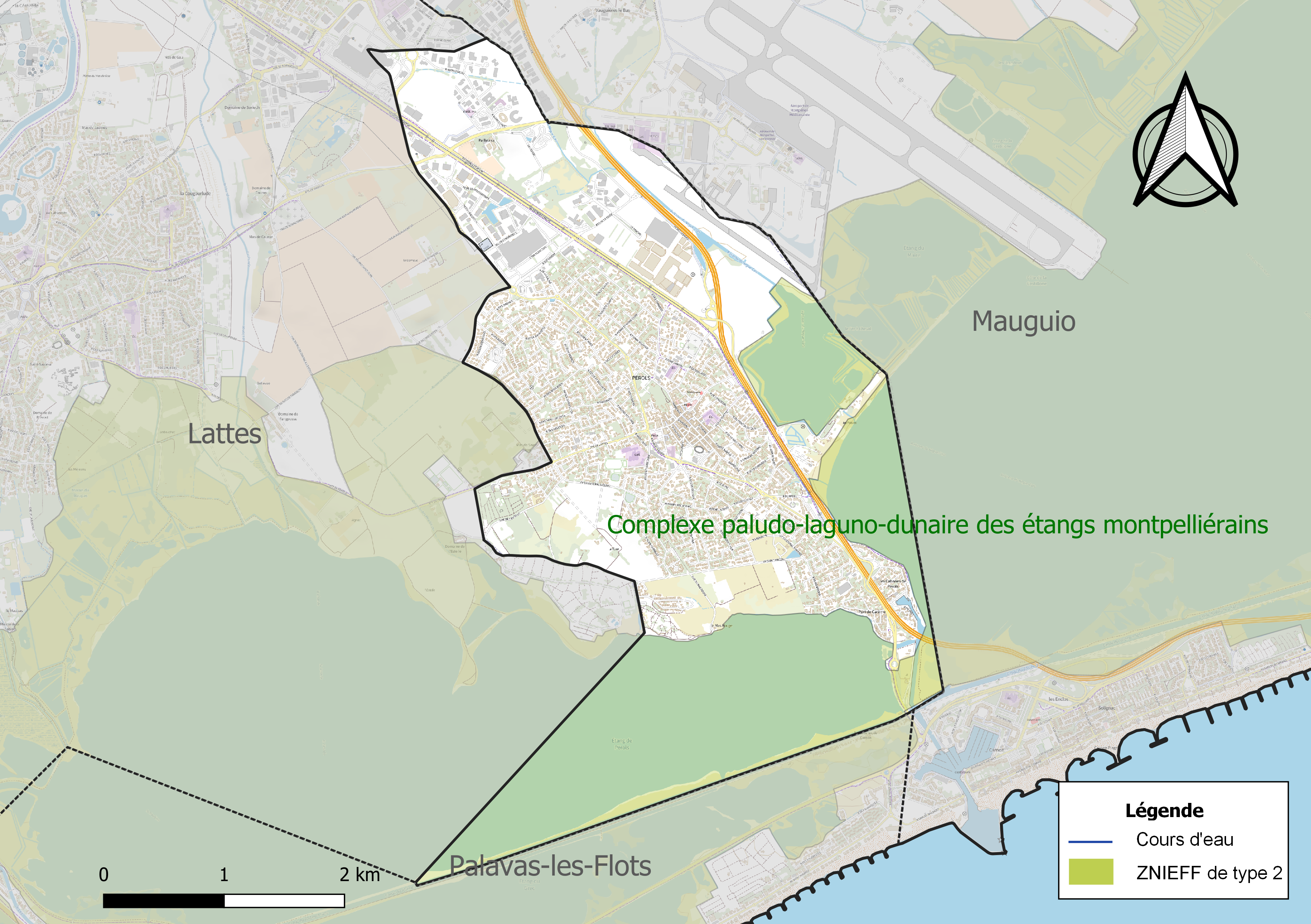
Carte de la ZNIEFF de type 2 sur la commune.

## Urbanisme

### Typologie
Au 1er janvier 2024, Pérols est catégorisée ceinture urbaine, selon la nouvelle grille communale de densité à sept niveaux définie par l'Insee en 2022.
Elle appartient à l'unité urbaine de Montpellier, une agglomération intra-départementale regroupant 22  communes, dont elle est une commune de la banlieue,,. Par ailleurs la commune fait partie de l'aire d'attraction de Montpellier, dont elle est une commune de la couronne,. Cette aire, qui regroupe 161 communes, est catégorisée dans les aires de 700 000 habitants ou plus (hors Paris),.
La commune, bordée par la mer Méditerranée, est également une commune littorale au sens de la loi du 3 janvier 1986, dite loi littoral. Des dispositions spécifiques d’urbanisme s’y appliquent dès lors afin de préserver les espaces naturels, les sites, les paysages et l’équilibre écologique du littoral, tel le principe d'inconstructibilité, en dehors des espaces urbanisés, sur la bande littorale des 100 mètres, ou plus si le plan local d’urbanisme le prévoit.

### Occupation des sols
L'occupation des sols de la commune, telle qu'elle ressort de la base de données européenne d’occupation biophysique des sols Corine Land Cover (CLC), est marquée par l'importance des territoires artificialisés (51,9 % en 2018), en augmentation par rapport à 1990 (45,4 %). La répartition détaillée en 2018 est la suivante : 
zones urbanisées (33,5 %), eaux maritimes (30,5 %), zones industrielles ou commerciales et réseaux de communication (16,6 %), zones agricoles hétérogènes (14,7 %), zones humides côtières (2,9 %), espaces verts artificialisés, non agricoles (1,8 %). L'évolution de l’occupation des sols de la commune et de ses infrastructures peut être observée sur les différentes représentations cartographiques du territoire : la carte de Cassini (XVIIIe siècle), la carte d'état-major (1820-1866) et les cartes ou photos aériennes de l'IGN pour la période actuelle (1950 à aujourd'hui).

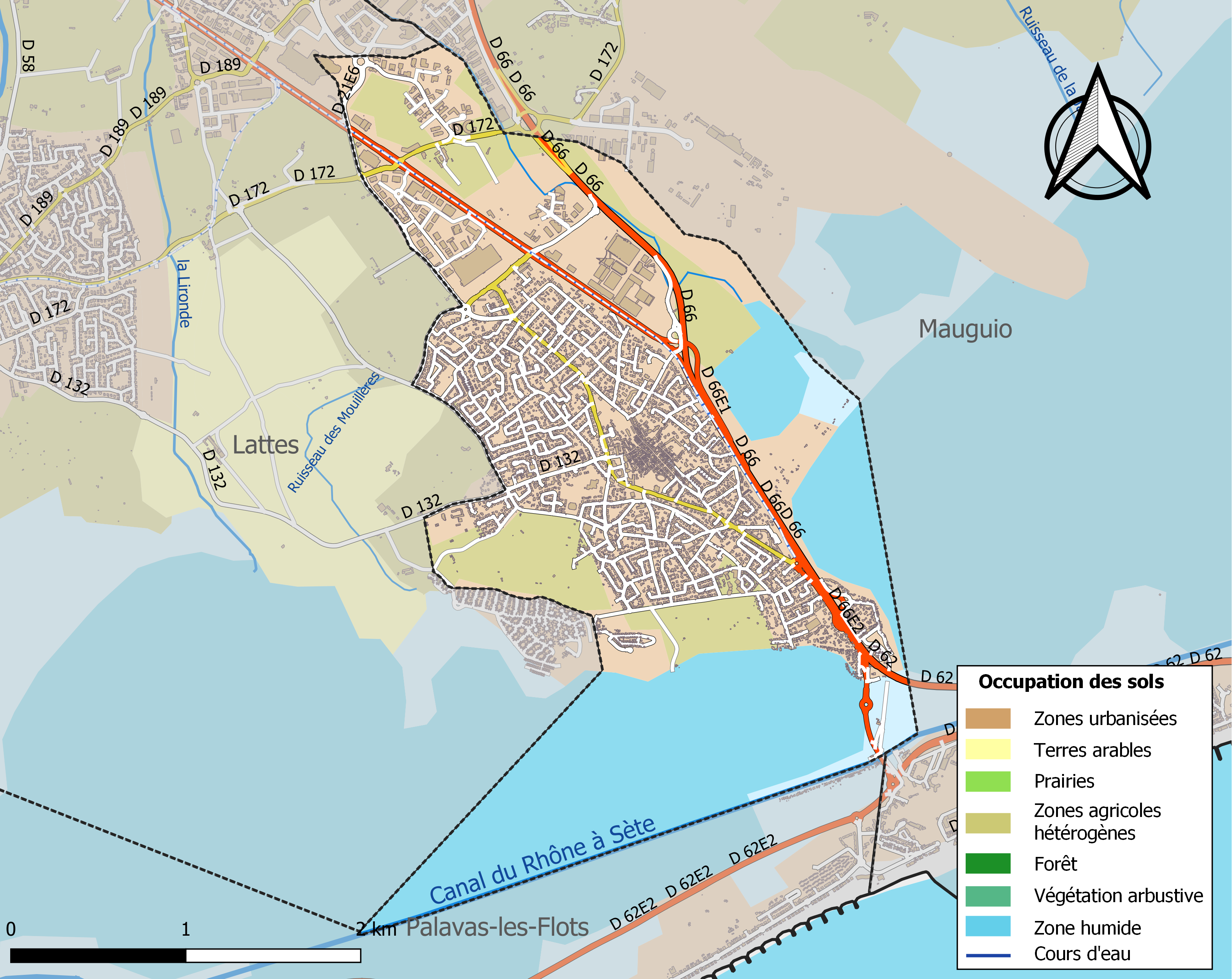
Carte des infrastructures et de l'occupation des sols de la commune en 2018 (CLC).

### Risques majeurs
Le territoire de la commune de Pérols est vulnérable à différents aléas naturels : météorologiques (tempête, orage, neige, grand froid, canicule ou sécheresse), inondations et séisme (sismicité très faible). Il est également exposé à un risque technologique, le transport de matières dangereuses. Un site publié par le BRGM permet d'évaluer simplement et rapidement les risques d'un bien localisé soit par son adresse soit par le numéro de sa parcelle.

#### Risques naturels
La commune fait partie du territoire à risques importants d'inondation (TRI) de Montpellier-Lunel-Maugio-Palavas, regroupant 49 communes du bassin de vie de Montpellier et s'étendant sur les départements de  l'Hérault et du Gard, un des 31 TRI qui ont été arrêtés fin 2012 sur le bassin Rhône-Méditerranée, retenu au regard des risques de submersions marines et de débordements du Vistre, du Vidourle, du Lez et de la Mosson. Parmi les événements significatifs antérieurs à 2019 qui ont touché le territoire, peuvent être citées les crues de septembre 2002 et de septembre 2003 (Vidourle) et les tempêtes de novembre 1982 et décembre 1997 qui ont touché le littoral. Des cartes des surfaces inondables ont été établies pour trois scénarios : fréquent (crue de temps de retour de 10 ans à 30 ans), moyen (temps de retour de 100 ans à 300 ans) et extrême (temps de retour de l'ordre de 1 000 ans, qui met en défaut tout système de protection). La commune a été reconnue en état de catastrophe naturelle au titre des dommages causés par les inondations et coulées de boue survenues en 1982, 1994, 2001, 2003, 2014 et 2015,.
Pérols est exposée au risque de feu de forêt du fait de la présence sur son territoire. Un plan départemental de protection des forêts contre les incendies (PDPFCI) a été approuvé en juin 2013 et court jusqu'en 2022, où il doit être renouvelé. Les mesures individuelles de prévention contre les incendies sont précisées par deux arrêtés préfectoraux et s’appliquent dans les zones exposées aux incendies de forêt et à moins de 200 mètres de celles-ci. L’arrêté du 25 avril 2002 réglemente l'emploi du feu en interdisant notamment d’apporter du feu, de fumer et de jeter des mégots de cigarette dans les espaces sensibles et sur les voies qui les traversent sous peine de sanctions. L'arrêté du 11 mars 2013 rend le débroussaillement obligatoire, incombant au propriétaire ou ayant droit,.

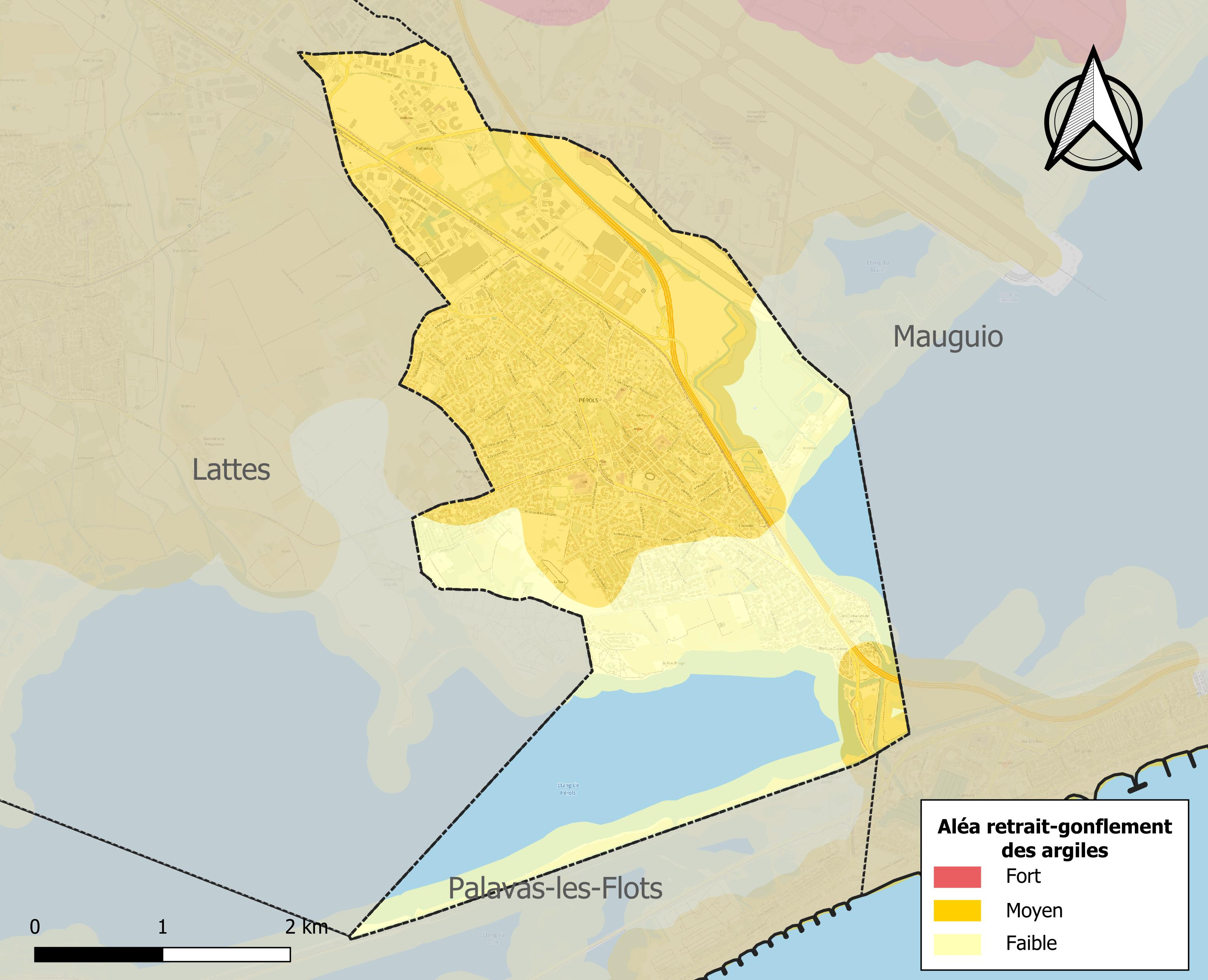
Carte des zones d'aléa retrait-gonflement des sols argileux de Pérols.

Le retrait-gonflement des sols argileux est susceptible d'engendrer des dommages importants aux bâtiments en cas d’alternance de périodes de sécheresse et de pluie. 54,4 % de la superficie communale est en aléa moyen ou fort (59,3 % au niveau départemental et 48,5 % au niveau national). Sur les 3 309 bâtiments dénombrés sur la commune en 2019, 2 643 sont en aléa moyen ou fort, soit 80 %, à comparer aux 85 % au niveau départemental et 54 % au niveau national. Une cartographie de l'exposition du territoire national au retrait gonflement des sols argileux est disponible sur le site du BRGM,.
Par ailleurs, afin de mieux appréhender le risque d’affaissement de terrain, l'inventaire national des cavités souterraines permet de localiser celles situées sur la commune.

#### Risques technologiques
Le risque de transport de matières dangereuses sur la commune est lié à sa traversée par des infrastructures routières ou ferroviaires importantes ou la présence d'une canalisation de transport d'hydrocarbures. Un accident se produisant sur de telles infrastructures est susceptible d’avoir des effets graves sur les biens, les personnes ou l'environnement, selon la nature du matériau transporté. Des dispositions d’urbanisme peuvent être préconisées en conséquence.

## Voies de communication et transports
Le tableau ci-dessous présente les distances routières en kilomètres (km) entre Pérols et les dix plus grandes villes françaises et villes étrangères sur la mer Méditerranée.
| Paris  | Marseille | Lyon   | Toulouse | Nice   | Nantes | Montpellier | Strasbourg | Bordeaux | Lille  | Barcelone | Valence | Gênes  | Rome     |
| ------ | --------- | ------ | -------- | ------ | ------ | ----------- | ---------- | -------- | ------ | --------- | ------- | ------ | -------- |
| 763 km | 169 km    | 302 km | 248 km   | 325 km | 831 km | 12 km       | 789 km     | 490 km   | 988 km | 351 km    | 691 km  | 520 km | 1 030 km |

### Transport en commun
Pérols bénéficie d’une ligne de bus (no 28 du réseau Tam) qui traverse la ville du nord au sud avec dix stations sur son parcours.
Depuis le 7 avril 2012, la commune de Pérols est desservie par la ligne 3 du tramway de l'agglomération de Montpellier. La ligne dessert quatre stations sur la commune : ÉcoPôle, Parc Expo, Pérols-Centre et Pérols-Étang de l'Or (terminus).

## Cadre de vie
Depuis le début des années 80, l'urbanisation de Pérols s'est étendue autour du vieux village avec la construction de quartiers pavillonnaires occupés essentiellement par des retraités. Elle atteint la limite avec Lattes, a presque totalement utilisé les surfaces agricoles de la commune[source insuffisante].

## Toponymie
Attesté sous les formes S. Salvatoris de Peyrols (vers 1160), hominibus de Perolis (1164), villam S. Salvatoris de Perols (1228), prior de Peyrolis (1331), Peyrols (1526), Perols (1648)...
Dérive du latin pirum avec suffixe -eolum à valeur collective : lieu planté de poiriers.

## Histoire

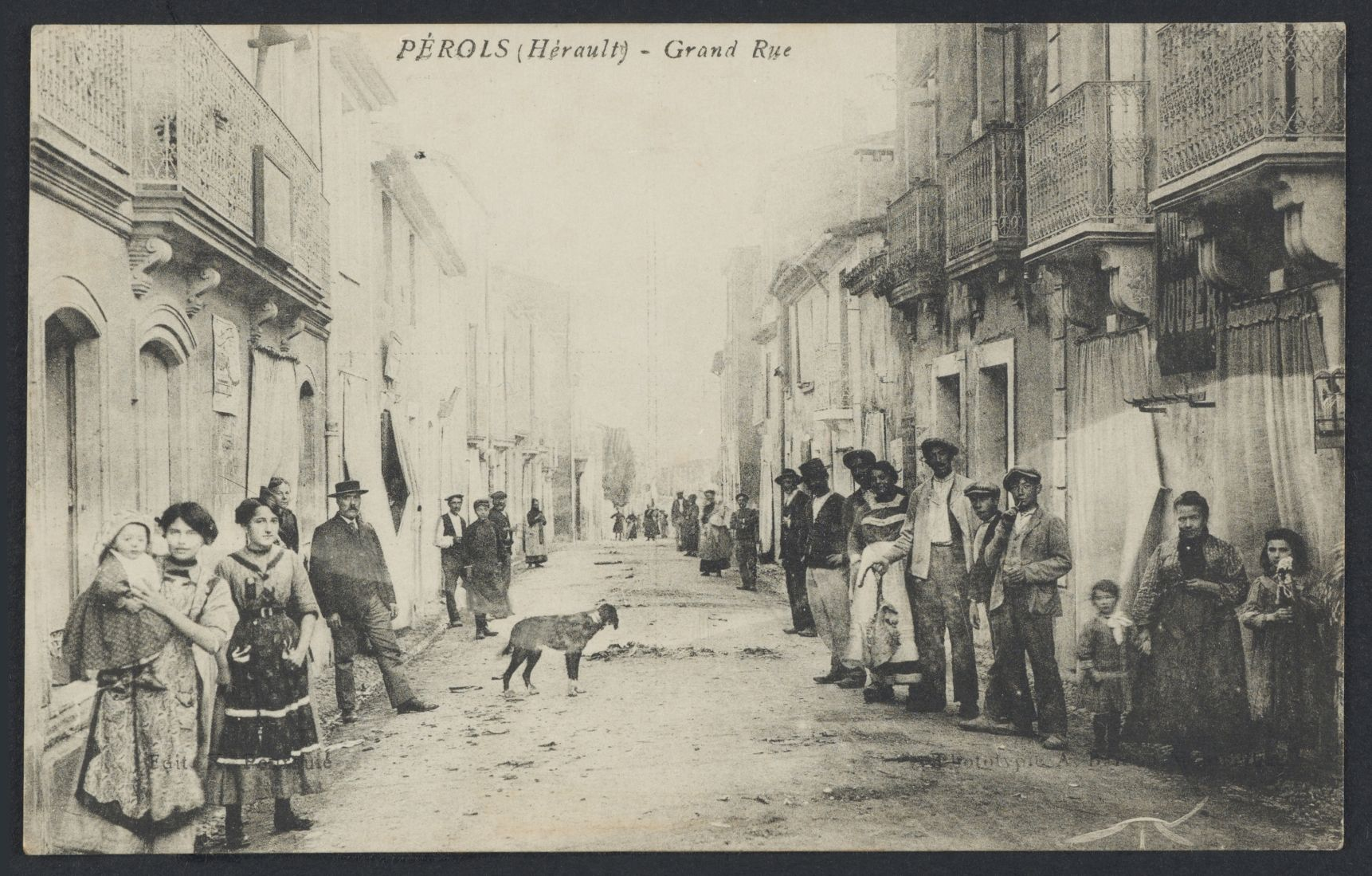
Vue d'une rue de Pérols : carte postale (fin du XIXe siècle - début du XXe siècle)

Un site archéologique enregistré à l'INPN se trouve sur la commune : la ZAC de Pérols II.
En 804 ap J.-C., une première mention est écrite concernant le village, dans le cartulaire de Gellone sous le nom de Perairolum. De 1130 à 1183, on trouve successivement Peroles en 1130, Perols en 1181 et Mansus de Podiolis entre 1175 et 1183, dans le cartulaire de Maguelone. Dans « Le statut ecclésiastique de Maguelonne », on lui donne le nom de Peyrolis vel Peroles. En 1570, figure le nom de Reraul sur la première carte particulière du Languedoc. En 1626, l’étang de Peyrolz est signalé sur la carte ancienne du Languedoc de Jean de Beins.
Entre 1649 et 1684, le nom de la commune prend sa tournure définitive Pérols.
À l'époque révolutionnaire, la commune est connue sous la variante « Cosme-Lapalus ». Lors de la Révolution française, les citoyens de la commune se réunissent au sein de la société révolutionnaire, baptisée « société populaire républicaine » en janvier 1791, puis rebaptisée « Société républicaine montagnarde » après la chute de la monarchie, et enfin « Société républicaine des montagnards sans-culotte ».

## Politique et administration

### Liste des maires
| Période    | Période    | Identité             | Étiquette | Qualité                                     |
| ---------- | ---------- | -------------------- | --------- | ------------------------------------------- |
| 1790       | 1791       | Antoine Poullaillon  |           |                                             |
| 1791       | 1793       | Laurent Albert       |           |                                             |
| 1793       | 1799       | Barthélémy Causse    |           |                                             |
| 1799       | 1808       | Philippe Poitevin    |           |                                             |
| 1808       | 1813       | Antoine Poullaillon  |           |                                             |
| 1813       | 1816       | Hypollite Riban      |           |                                             |
| 1816       | 1820       | Pierre Riban         |           |                                             |
| 1821       | 1822       | Louis Blanchard      |           |                                             |
| 1822       | 1830       | Joseph Vincent       |           |                                             |
| 1830       | 1832       | Barthélémy Causse    |           |                                             |
| 1832       | 1833       | Hypollite Riban      |           |                                             |
| 1833       | 1840       | André Jouvenel       |           |                                             |
| 1840       | 1853       | Auguste Chambert     |           |                                             |
| 1853       | 1855       | Louis Malacombe      |           |                                             |
| 1855       | 1866       | Jean Limoge          |           |                                             |
| 1866       | 1869       | Emilien Vincent      |           |                                             |
| 1869       | 1870       | Pierre Daucan        |           |                                             |
| 1870       | 1871       | Jean-Joseph Ardisson |           |                                             |
| 1871       | 1876       | Jean Arnassan        |           |                                             |
| 1876       | 1878       | Jean-Frédéric Giroux |           |                                             |
| 1878       | 1899       | Jean Ardisson        |           |                                             |
| 1899       | 1904       | Frédéric Jouvenel    |           |                                             |
| 1904       | 1908       | Maurice Malacombe    |           |                                             |
| 1908       | 1938       | Pierre Valadier      |           |                                             |
| 1946       | 1952       | Antoine Causse       |           |                                             |
| 1952       | mars 1971  | Jean Planchon        |           |                                             |
| mars 1971  | mars 1989  | Robert-Félix Fabre   | UDF       | Inspecteur, Député de 1978 à 1981           |
| mars 1989  | avril 2014 | Christian Valette    | DVG       | Vice-président de Montpellier-Agglomération |
| avril 2014 | En cours   | Jean-Pierre Rico,    | UDI       | Ingénieur                                   |

### Personnalités élues par circonscription électorale de rattachement
Au-delà du maire, premier magistrat administrant la commune, les personnalités élues dont le mandat est relatif à une collectivité à laquelle est rattachée la commune de Pérols et représentant donc le territoire communal au sein de chacune de ces collectivités  sont les suivantes :
| Élections       | Élections                     | Circonscription électorale         | Élu de la circonscription       | Élu de la circonscription | Élu de la circonscription | Élu de la circonscription |
| Niveau          | Type                          | Circonscription électorale         | Titre                           | Nom                       | Début de mandat           | Fin de mandat             |
| --------------- | ----------------------------- | ---------------------------------- | ------------------------------- | ------------------------- | ------------------------- | ------------------------- |
| Groupe communal | Municipales et communautaires | Commune de Pérols                  | Maire                           | Jean-Pierre Rico          | Avril 2014                | 2026                      |
| Groupe communal | Municipales et communautaires | Montpellier Méditerranée Métropole | Président de l'intercommunalité | Michaël Delafosse         | 2020                      | 2026                      |
| Département     | Départementales               | Canton de Lattes                   | Conseillère départementale      | Patricia Weber            | 29 mars 2015              | 2021                      |
| Département     | Départementales               | Canton de Lattes                   | Conseiller départemental        | Cyril Meunier             | 29 mars 2015              | 2021                      |
| Région          | Régionales                    | Région Occitanie                   | Président du conseil régional   | Carole Delga              | 4 janvier 2016            | 2021                      |
| Pays            | Législatives                  | 1re circonscription                | Député                          | Patricia Mirallès         | Juin 2017                 | Juin 2022                 |

### Jumelage
Flörsheim am Main (Allemagne) depuis 1992, commune dans la banlieue de Francfort (Land de Hesse, District de Darmstadt, Arrondissement de Main-Taunus) dans l'ancienne région historique du Rheingau réputée pour ses vins et notamment le Riesling.

### Adhésions
- Pérols est adhérente à l'UVTF (Union des Villes Taurines Françaises)[46] ;
- Pérols est adhérente à l'UVPO (Union des Villes Portuaires d'Occitanie)[47] ;
- Pérols est partiellement incluse dans le périmètre du SAGE des bassins versants du Lez, de le Mosson et des Etangs Palavasiens, à ce titre elle dispose d'un siège au SYBLE (Syndicat du Basin du Lez)[48].

### Enseignement
Deux groupes scolaires (maternelle & primaire) et un collège :
- Groupe scolaire La Guette;
- Groupe scolaire Font Martin ;
- Collègue Frédéric Mistral.

Le lycée le plus proche (Lycée Jean-François Champollion) se situe sur la commune voisine de Lattes

## Population et société

### Démographie
L'évolution du nombre d'habitants est connue à travers les recensements de la population effectués dans la commune depuis 1793. Pour les communes de moins de 10 000 habitants, une enquête de recensement portant sur toute la population est réalisée tous les cinq ans, les populations de référence des années intermédiaires étant quant à elles estimées par interpolation ou extrapolation. Pour la commune, le premier recensement exhaustif entrant dans le cadre du nouveau dispositif a été réalisé en 2004.

En 2022, la commune comptait 9 541 habitants, en évolution de +5,3 % par rapport à 2016 (Hérault : +7,49 %, France hors Mayotte : +2,11 %).
| 1793 | 1800 | 1806 | 1821 | 1831 | 1836 | 1841 | 1846 | 1851 |
| ---- | ---- | ---- | ---- | ---- | ---- | ---- | ---- | ---- |
| 525  | 578  | 591  | 687  | 796  | 886  | 866  | 890  | 965  |

| 1856 | 1861  | 1866  | 1872  | 1876  | 1881 | 1886 | 1891  | 1896  |
| ---- | ----- | ----- | ----- | ----- | ---- | ---- | ----- | ----- |
| 922  | 1 015 | 1 172 | 1 089 | 1 086 | 912  | 959  | 1 034 | 1 049 |

| 1901  | 1906  | 1911 | 1921  | 1926 | 1931 | 1936 | 1946  | 1954  |
| ----- | ----- | ---- | ----- | ---- | ---- | ---- | ----- | ----- |
| 1 077 | 1 048 | 958  | 1 008 | 900  | 921  | 952  | 1 003 | 1 117 |

| 1962  | 1968  | 1975  | 1982  | 1990  | 1999  | 2004  | 2006  | 2009  |
| ----- | ----- | ----- | ----- | ----- | ----- | ----- | ----- | ----- |
| 1 351 | 2 203 | 3 440 | 4 422 | 6 595 | 7 731 | 8 566 | 8 545 | 8 453 |

| 2014  | 2019  | 2022  | - | - | - | - | - | - |
| ----- | ----- | ----- | - | - | - | - | - | - |
| 9 089 | 9 016 | 9 541 | - | - | - | - | - | - |

### Grands équipements
L'Arena Sud de France et le Parc des Expositions de Montpellier sont aussi situés sur la commune de Pérols.

#### Stade du MHSC
Pérols a été choisi pour l'implantation du futur projet « Ode à la Mer », l'une des plus grandes opérations de renouvellement et de requalification d'une zone commerciale en France. Démarrage des travaux prévus en 2020. Le projet se décompose en deux étapes (Acte 1 et 2). L'acte 1 prévoit la construction d'un gigantesque centre commercial (Shopping Promenade) à l'emplacement de l'ancienne petite ZAC Ecopôle[réf. nécessaire]. Rebondissement le 12 juin 2020, en pleine campagne des municipales, le président de la Métropole Philippe Saurel annonce qu’il utilise la clause de revoyure et rompt le contrat qui lie la Métropole au porteur du projet.
Invités sur France Bleu Hérault le lundi 4 janvier 2021, Laurent Nicollin, le président du club du MHSC, et Michaël Delafosse, nouveau président de la Métropole de Montpellier, ont indiqué que le nouveau stade de football du MHSC serait bâti à Pérols, sur le site Ode à la mer où était initialement prévu un centre commercial.

#### Musée Louis Nicollin
Laurent Nicollin annonce le 23 février 2021 la création d'un musée du sport dans la future enceinte du MHSC qui verra le jour à Pérols. Ce musée qui rassemblera une grande collection d'objets sportifs, sera en hommage à l'ancien président légendaire du club héraultais, Louis Nicollin.

## Économie

### Revenus
En 2018, la commune compte 3 958 ménages fiscaux, regroupant 8 994 personnes. La médiane du revenu disponible par unité de consommation est de 24 890 € (20 330 € dans le département). 61 % des ménages fiscaux sont imposés (45,8 % dans le département).

### Emploi
|                | 2008   | 2013   | 2018  |
| -------------- | ------ | ------ | ----- |
| Commune        | 8,4 %  | 10,1 % | 9,5 % |
| Département    | 10,1 % | 11,9 % | 12 %  |
| France entière | 8,3 %  | 10 %   | 10 %  |

En 2018, la population âgée de 15 à 64 ans s'élève à 5 294 personnes, parmi lesquelles on compte 75,7 % d'actifs (66,2 % ayant un emploi et 9,5 % de chômeurs) et 24,3 % d'inactifs,. En  2018, le taux de chômage communal (au sens du recensement) des 15-64 ans est inférieur à celui de la France et du département, alors qu'en 2008 il était supérieur à celui de la France.
La commune fait partie de la couronne de l'aire d'attraction de Montpellier, du fait qu'au moins 15 % des actifs travaillent dans le pôle,. Elle compte 5 515 emplois en 2018, contre 4 692 en 2013 et 3 663 en 2008. Le nombre d'actifs ayant un emploi résidant dans la commune est de 3 559, soit un indicateur de concentration d'emploi de 154,9 % et un taux d'activité parmi les 15 ans ou plus de 52,6 %.
Sur ces 3 559 actifs de 15 ans ou plus ayant un emploi, 891 travaillent dans la commune, soit 25 % des habitants. Pour se rendre au travail, 78,1 % des habitants utilisent un véhicule personnel ou de fonction à quatre roues, 9,1 % les transports en commun, 8,7 % s'y rendent en deux-roues, à vélo ou à pied et 4 % n'ont pas besoin de transport (travail au domicile).

### Activités hors agriculture

#### Secteurs d'activités
1 506 établissements sont implantés  à Pérols au 31 décembre 2019. Le tableau ci-dessous en détaille le nombre par secteur d'activité et compare les ratios avec ceux du département,.
| Secteur d'activité                                                                                        | Commune | Commune | Département |
| Secteur d'activité                                                                                        | Nombre  | %       | %           |
| --- | ------- | ------- | ----------- |
| Ensemble                                                                                                  | 1 506   | 100 %   | (100 %)     |
| Industrie manufacturière, industries extractives et autres                                                | 96      | 6,4 %   | (6,7 %)     |
| Construction                                                                                              | 164     | 10,9 %  | (14,1 %)    |
| Commerce de gros et de détail, transports, hébergement et restauration                                    | 391     | 26 %    | (28 %)      |
| Information et communication                                                                              | 80      | 5,3 %   | (3,3 %)     |
| Activités financières et d'assurance                                                                      | 76      | 5 %     | (3,2 %)     |
| Activités immobilières                                                                                    | 89      | 5,9 %   | (5,3 %)     |
| Activités spécialisées, scientifiques et techniques et activités de services administratifs et de soutien | 306     | 20,3 %  | (17,1 %)    |
| Administration publique, enseignement, santé humaine et action sociale                                    | 191     | 12,7 %  | (14,2 %)    |
| Autres activités de services                                                                              | 113     | 7,5 %   | (8,1 %)     |

Le secteur du commerce de gros et de détail, des transports, de l'hébergement et de la restauration est prépondérant sur la commune puisqu'il représente 26 % du nombre total d'établissements de la commune (391 sur les 1506 entreprises implantées  à Pérols), contre 28 % au niveau départemental.

#### Entreprises et commerces
Les cinq entreprises ayant leur siège social sur le territoire communal qui génèrent le plus de chiffre d'affaires en 2020 sont : 
- SAS Vestas France, commerce de gros (commerce interentreprises) de matériel électrique (613 502 k€)
- Idec Grand Sud, ingénierie, études techniques (28 680 k€)
- Matooma, télécommunications sans fil (16 111 k€)
- Compagnie Immobiliere 2 F - CI2 F, construction de maisons individuelles (10 018 k€)
- Dwarf Animation Studio, post-production de films cinématographiques, de vidéo et de programmes de télévision (6 459 k€)

Au Moyen Âge, le village de Pérols a prospéré grâce au commerce du sel avec ses salines. Il a su aussi profiter de l'attractivité de sa source d'eau « bouillonnante » (Le Boulidou) à la réputation « guérisseuse ». Par la suite, le commerce du sel s'est tari, la source a été bouchée.
Plus tard, c'est son petit port lagunaire situé sur l'étang de l'Or, mais donnant accès à la mer (via le Grau de Carnon) et au canal du Rhône à Sète, qui va faire sa prospérité commerciale. Il porte d'abord le nom de « Port du Radel », « Port d'Usquin » et enfin « Port de Pérols ».
L'économie de la pêche (surtout celle de l'anguille des étangs) et celle de la vigne vont prendre le relais.
Aujourd'hui, Pérols profite de l'économie du tertiaire avec la proximité des nombreuses zones d'activités du sud de l'agglomération montpelliéraine, et de sa bonne situation géographique près de l'aéroport de Montpellier (2 km du centre de Pérols) et la nouvelle gare TGV Sud de France (5 km du centre de Pérols).

### Agriculture
|               | 1988 | 2000 | 2010 | 2020 |
| ------------- | ---- | ---- | ---- | ---- |
| Exploitations | 34   | 12   | 3    | 4    |
| SAU (ha)      | 310  | 217  | 45   | 118  |

La commune est dans la « Plaine viticole », une petite région agricole occupant la bande côtière du département de l'Hérault. En 2020, l'orientation technico-économique de l'agriculture  sur la commune est la polyculture et/ou le polyélevage. Quatre exploitations agricoles ayant leur siège dans la commune sont dénombrées lors du recensement agricole de 2020 (34 en 1988). La superficie agricole utilisée est de 118 ha,,.

### Entreprises
Le nord de la commune abrite de nombreuses zones commerciales :
- Centre Commercial Auchan (Plein Sud Auchan, Secteur Bir Hakeim) ;
- ZAC Le Fenouillet (Fenouillet Sud/Les Galines, Fenouillet Nord, Le Delta) ;
- ZAC Parc Méditerranée ;
- ZAC Parc d'Activités de l'Aéroport ;
- Centre commercial Carrefour Grand Sud (une partie est sur la commune de Pérols, l'autre sur celle de Lattes).

## Culture locale et patrimoine

### Monuments et lieux
- L'église de la Transfiguration-du-Seigneur-et-Saint-Sixte II de Pérols, est le monument le plus emblématique du village. Sa construction commence dès 1863 en remplacement de l’ancienne église trop petite (connue sous le nom de Saint-Sauveur). Au lendemain de la Seconde Guerre mondiale, une statue de la Vierge fut érigée sur le clocher, gage de reconnaissance des villageois envers la bienveillante protection de la Vierge, car le village fut épargné lors des bombardements alliés sur l’aérodrome voisin aux mains des nazis ;
- La mairie ;
- Chapelle des Pénitents blancs (rue de la Chapelle) ;
- Croix de Mission (angle de l’avenue de Montpellier et la rue du Pradas) ;
- Arènes de Pérols ;
- Arena Montpellier ;
- Parc des expositions de Montpellier.

### Héraldique
| Héraldique | Les armoiries de Pérols se blasonnent ainsi : « De gueules au buste de Saint Sixte auréolé d’or brochant sur deux palmes d ‘argent passées en sautoir en pointe ». |

### Personnalités liées à la commune
- Jacky Siméon, raseteur, auteur de plusieurs livres sur la Course Camarguaise.
- Mouloud Bensalah, raseteur.
- Bachaga Si Ali Benhamida, dignitaire harki[57]. Une rue porte son nom (voir  & ) 43° 33′ 28″ N, 3° 57′ 32″ E
- Dorian Friakh, et Milan Boukharta, 2 jeunes raseteurs et initiateurs du projet associatif et culturel : "La Camargue à vélo". Réalisé du dimanche 14 janvier au 2 février 2024, 20 jours de périple à vélo et à travers toute la Camargue. À la rencontre de 20 manades des Bious d' Or et 454 km parcourus. Ils sont de par leurs actions menées, reconnus par la municipalité et les Péroliens comme Ambassadeurs de Traditions. Ils concourent à la mémoire, la diffusion de la connaissance de la bovine au-delà des frontières même de la ville de Pérols.